# Lithospermum erythrorhizon
Lithospermum erythrorhizon là loài thực vật có hoa trong họ Mồ hôi. Loài này được Siebold & Zucc. mô tả khoa học đầu tiên năm 1846.